# Nowe Brzeziny
Nowe Brzeziny, dawniej Brzeziny Nowe – osiedle w północno-wschodniej części Warszawy, w dzielnicy Białołęka, w rejonie obecnej Choszczówki. Do 1951 były podwarszawską wsią, leżącą między mniejszym osiedlem Choszczówka (na zachód i południe od Choszczówki) i Płudami. 
Obecnie nazwa ta jest rzadko używana i zwykle teren Nowych Brzezin traktuje się jako Choszczówkę. Nazwa jest jednak odnotowywana w Państwowym Rejestrze Nazw Geograficznych. Prawdopodobnie od niej pochodzi nazwa ul. Brzezińskiej.